# Tomáš Haffenecker
Tomáš Haffenecker, někdy též Thomas Haffenecker, (20. května 1669 Haldensee – 16. listopadu 1730 Praha) byl rakouský architekt a stavitel působící rovněž v Čechách. V letech 1705-1708 vybudoval podle svého projektu na pražském Novém Světě „dům U Zlatého žaludu“ (objekt číslo popisné 79 na nároží ulic Nový Svět a Kapucínské) pro kameníka Františka Jakuba Santiniho-Aichela (bratr Jan Blažej Santini-Aichel). Klíčovým dílem těchto let byla Haffeneckerova novostavba paulánského kláštera s kostelem Nanebevzetí Panny Marie v Nové Pace (1709-1724), nejmladšího článku tzv. skupiny radikálních staveb založených v půdorysu na proniku oválných jednotek (M. Horyna, Dientzehoferové, Praha 1998). Skvěle podle svého projektu přestavěl románský premonstrátský kostel Narození Panny Marie v Doksanech (1710-1720). Haffenecker je rovněž autorem řady venkovských kostelů, jež jsou variací tématu oválného jednolodí s věží v průčelí a různě tvarovaným presbytářem (Skála, Sepekov, Březín a další). V letech 1721-1725 Haffenecker vyprojektoval a vystavěl (dochované signované alternativní plány) kostel Navštívení Panny Marie v Hejnicích na severu České republiky, na Frýdlantsku nebo kostel sv. Maří Magdalény v Lázních Bohdaneč (1728-1730). Poté, co roku 1711 vyhořelo městečko Manětín (včetně zámku), stal se Haffenecker autorem jeho nové urbanistické koncepce, přestavby zámecké rezidence i farního kostela sv. Jana Křtitele.